# Пелонч
Пелонч — озеро на территории Идельского сельского поселения Сегежского района Республики Карелии.

## Общие сведения
Площадь озера — 1 км², площадь водосборного бассейна — 151 км². Располагается на высоте 69,0 метров над уровнем моря.
Форма озера лопастная, продолговатая: оно вытянуто с северо-запада на юго-восток. Берега каменисто-песчаные, преимущественно возвышенные, местами заболоченные.
Через озеро протекает река Шоба, впадающая в озеро Шавань, через которое проходит Беломорско-Балтийский канал.
К востоку от озера проходит лесная автодорога.
Код объекта в государственном водном реестре — 02020001311102000007985.